# Élections législatives de 1988 dans l'Eure
Les élections législatives françaises de 1988  se déroulent les 5 et 12 juin 1988. Dans le département de l'Eure, cinq députés sont à élire dans le cadre de cinq circonscriptions.

## Élus
| Circonscription | Député sortant        | Parti                 | Parti                 | Député élu ou réélu    | Parti | Parti    |
| --------------- | --------------------- | --------------------- | --------------------- | ---------------------- | ----- | -------- |
| 1re             | Scrutin proportionnel | Scrutin proportionnel | Scrutin proportionnel | Jean-Louis Debré       |       | RPR      |
| 2e              | Scrutin proportionnel | Scrutin proportionnel | Scrutin proportionnel | Alfred Recours         |       | PS       |
| 3e              | Scrutin proportionnel | Scrutin proportionnel | Scrutin proportionnel | Ladislas Poniatowski   |       | UDF (PR) |
| 4e              | Scrutin proportionnel | Scrutin proportionnel | Scrutin proportionnel | François Loncle        |       | PS       |
| 5e              | Scrutin proportionnel | Scrutin proportionnel | Scrutin proportionnel | Freddy Deschaux-Beaume |       | PS       |

## Positionnement des partis
L'UDF et le RPR se présentent unis sous l'étiquette « Union du Rassemblement et du Centre » tandis que les candidats du Parti socialiste se rangent sous la bannière de la « Majorité présidentielle pour la France unie », slogan de la campagne présidentielle de François Mitterrand.

## Résultats

### Résultats à l'échelle du département
| Parti          | Parti                               | Premier tour | Premier tour | Second tour | Second tour | Sièges |
| Parti          | Parti                               | Voix         | %            | Voix        | %           | Sièges |
| -------------- | ----------------------------------- | ------------ | ------------ | ----------- | ----------- | ------ |
|                | Rassemblement pour la République    | 51 864       | 23,71        | 67 624      | 28,43       | 1      |
|                | Union pour la démocratie française  | 37 134       | 16,97        | 48 841      | 20,54       | 1      |
|                | Union du Rassemblement et du Centre | 88 998       | 40,68        | 116 465     | 48,97       | 2      |
|                |                                     |              |              |             |             |        |
|                | Parti socialiste                    | 84 059       | 38,42        | 121 366     | 51,03       | 3      |
|                | La France unie                      | 84 059       | 38,42        | 121 366     | 51,03       | 3      |
|                |                                     |              |              |             |             |        |
|                | Parti communiste français           | 26 198       | 11,97        |             |             | 0      |
|                | Front national                      | 19 529       | 8,93         |             |             |        |
|                |                                     |              |              |             |             |        |
| Inscrits       | Inscrits                            | 336 323      | 100,00       | 336 381     | 100,00      | 5      |
| Abstentions    | Abstentions                         | 113 079      | 33,62        | 93 094      | 27,68       |        |
| Votants        | Votants                             | 223 244      | 66,38        | 243 287     | 72,32       |        |
| Blancs et nuls | Blancs et nuls                      | 4 460        | 2            | 5 456       | 2,24        |        |
| Exprimés       | Exprimés                            | 218 784      | 98           | 237 831     | 97,76       |        |

### Résultats par circonscription

#### Première circonscription (Évreux-Sud)
| Candidat       | Candidat                       | Parti          | Premier tour | Premier tour | Second tour | Second tour |  |
| Candidat       | Candidat                       | Parti          | Voix         | %            | Voix        | %           |  |
| -------------- | ------------------------------ | -------------- | ------------ | ------------ | ----------- | ----------- |  |
|                | Jean-Louis Debré sortant réélu | RPR (URC)      | 20 480       | 45,56        | 25 851      | 52,75       |  |
|                | Luc Tinseau                    | PS             | 16 107       | 35,83        | 23 157      | 47,25       |  |
|                | Jean-Pierre Lussan             | FN             | 4 341        | 9,66         |             |             |  |
|                | Luc Cassius                    | PCF            | 4 022        | 8,95         |             |             |  |
|                |                                |                |              |              |             |             |  |
| Inscrits       | Inscrits                       | Inscrits       | 70 807       | 100,00       | 70 799      | 100,00      |  |
| Abstentions    | Abstentions                    | Abstentions    | 24 945       | 35,23        | 20 809      | 29,39       |  |
| Votants        | Votants                        | Votants        | 45 862       | 64,77        | 49 990      | 70,61       |  |
| Blancs et nuls | Blancs et nuls                 | Blancs et nuls | 912          | 1,99         | 982         | 1,96        |  |
| Exprimés       | Exprimés                       | Exprimés       | 44 950       | 98,01        | 49 008      | 98,04       |  |

#### Deuxième circonscription (Évreux-Nord)
| Candidat       | Candidat            | Parti          | Premier tour | Premier tour | Second tour | Second tour |  |
| Candidat       | Candidat            | Parti          | Voix         | %            | Voix        | %           |  |
| -------------- | ------------------- | -------------- | ------------ | ------------ | ----------- | ----------- |  |
|                | Alfred Recours élu  | PS             | 15 622       | 39,67        | 22 366      | 50,64       |  |
|                | Jean-Jacques Hubert | UDF (PR) (URC) | 15 576       | 39,56        | 21 797      | 49,36       |  |
|                | Michel Leblanc      | PCF            | 4 309        | 10,94        |             |             |  |
|                | Yves Dupont         | FN             | 3 871        | 9,83         |             |             |  |
|                |                     |                |              |              |             |             |  |
| Inscrits       | Inscrits            | Inscrits       | 62 721       | 100,00       | 62 808      | 100,00      |  |
| Abstentions    | Abstentions         | Abstentions    | 22 358       | 35,65        | 17 550      | 27,94       |  |
| Votants        | Votants             | Votants        | 40 363       | 64,35        | 45 258      | 72,06       |  |
| Blancs et nuls | Blancs et nuls      | Blancs et nuls | 985          | 2,44         | 1 095       | 2,42        |  |
| Exprimés       | Exprimés            | Exprimés       | 39 378       | 97,56        | 44 163      | 97,58       |  |

#### Troisième circonscription (Bernay - Pont-Audemer)
| Candidat       | Candidat                           | Parti          | Premier tour | Premier tour | Second tour | Second tour |  |
| Candidat       | Candidat                           | Parti          | Voix         | %            | Voix        | %           |  |
| -------------- | ---------------------------------- | -------------- | ------------ | ------------ | ----------- | ----------- |  |
|                | Ladislas Poniatowski sortant réélu | UDF (PR) (URC) | 21 558       | 48,1         | 27 044      | 55,11       |  |
|                | Christian Goux                     | PS             | 12 862       | 28,7         | 22 030      | 44,89       |  |
|                | Francis Courel                     | PCF            | 7 682        | 17,14        |             |             |  |
|                | Jean Bougenaux                     | FN             | 2 721        | 6,07         |             |             |  |
|                |                                    |                |              |              |             |             |  |
| Inscrits       | Inscrits                           | Inscrits       | 67 090       | 100,00       | 67 090      | 100,00      |  |
| Abstentions    | Abstentions                        | Abstentions    | 21 458       | 31,98        | 17 104      | 25,49       |  |
| Votants        | Votants                            | Votants        | 45 632       | 68,02        | 49 986      | 74,51       |  |
| Blancs et nuls | Blancs et nuls                     | Blancs et nuls | 809          | 1,77         | 912         | 1,82        |  |
| Exprimés       | Exprimés                           | Exprimés       | 44 823       | 98,23        | 49 074      | 98,18       |  |

#### Quatrième circonscription (Louviers)
| Candidat       | Candidat                      | Parti          | Premier tour | Premier tour | Second tour | Second tour |  |
| Candidat       | Candidat                      | Parti          | Voix         | %            | Voix        | %           |  |
| -------------- | ----------------------------- | -------------- | ------------ | ------------ | ----------- | ----------- |  |
|                | François Loncle sortant réélu | PS             | 20 510       | 48,30        | 26 322      | 58,65       |  |
|                | Odile Proust                  | RPR (URC)      | 14 034       | 33,05        | 18 557      | 41,35       |  |
|                | Gaëtan Levitre                | PCF            | 4 010        | 9,44         |             |             |  |
|                | Paul Chauvelin                | FN             | 3 913        | 9,21         |             |             |  |
|                |                               |                |              |              |             |             |  |
| Inscrits       | Inscrits                      | Inscrits       | 65 490       | 100,00       | 65 477      | 100,00      |  |
| Abstentions    | Abstentions                   | Abstentions    | 22 165       | 33,84        | 19 376      | 29,59       |  |
| Votants        | Votants                       | Votants        | 43 325       | 66,16        | 46 101      | 70,41       |  |
| Blancs et nuls | Blancs et nuls                | Blancs et nuls | 858          | 1,98         | 1 222       | 2,65        |  |
| Exprimés       | Exprimés                      | Exprimés       | 42 467       | 98,02        | 44 879      | 97,35       |  |

#### Cinquième circonscription (Les Andelys - Vernon)
| Candidat       | Candidat                             | Parti          | Premier tour | Premier tour | Second tour | Second tour |  |
| Candidat       | Candidat                             | Parti          | Voix         | %            | Voix        | %           |  |
| -------------- | ------------------------------------ | -------------- | ------------ | ------------ | ----------- | ----------- |  |
|                | Freddy Deschaux-Beaume sortant réélu | PS             | 18 958       | 40,19        | 27 491      | 54,22       |  |
|                | Bernard Tomasini                     | RPR (URC)      | 17 350       | 36,78        | 23 216      | 45,78       |  |
|                | Marcel Larmanou                      | PCF            | 6 175        | 13,09        |             |             |  |
|                | Carl Lang                            | FN             | 4 683        | 9,93         |             |             |  |
|                |                                      |                |              |              |             |             |  |
| Inscrits       | Inscrits                             | Inscrits       | 70 215       | 100,00       | 70 207      | 100,00      |  |
| Abstentions    | Abstentions                          | Abstentions    | 22 153       | 31,55        | 18 255      | 26          |  |
| Votants        | Votants                              | Votants        | 48 062       | 68,45        | 51 952      | 74          |  |
| Blancs et nuls | Blancs et nuls                       | Blancs et nuls | 896          | 1,86         | 1 245       | 2,4         |  |
| Exprimés       | Exprimés                             | Exprimés       | 47 166       | 98,14        | 50 707      | 97,6        |  |